# 棕毛杜鹃
棕毛杜鹃（学名：Rhododendron fuscipilum）为杜鹃花科杜鹃花属下的一个种。

## 扩展阅读
- 維基物種上的相關：棕毛杜鹃